# 中亚卫矛
中亚卫矛（学名：Euonymus semenovii）为卫矛科卫矛属的植物。分布在土耳其斯坦以及中国大陆的新疆等地，生长于海拔1,400米至2,000米的地区，常生于山地阴处林下或灌木丛中，目前尚未由人工引种栽培。